# Trese Leinders-Zufall

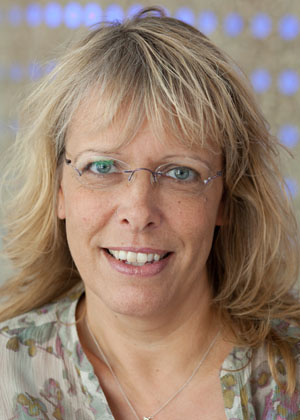
Trese Leinders-Zufall, Foto: Rüdiger Koop

Trese Leinders-Zufall, geb.  Leinders (* 19. Januar 1963 in Nieuwer-Amstel) ist eine niederländische Physiologin und Professorin am Zentrum für Integrative Physiologie und Molekulare Medizin (CIPMM) der Universität des Saarlandes, Medizinische Fakultät, Fachrichtung für Physiologie auf dem Campus Homburg, Deutschland, wo sich das Universitätsklinikum befindet. Ihre Forschungsschwerpunkte liegen auf den Mechanismen der Geruchs- und Erregerwahrnehmung im olfaktorischen System, den neuronalen Bahnen, die olfaktorisch kodierte angeborene soziale Verhaltensweisen vermitteln, und TRP-Kanalfunktion in Neuronen des Zentralnervensystems und des respiratorischen Epithels.

## Werdegang
Leinders-Zufall  wurde in Nieuwer-Amstel, Niederlande, das heute zur Stadt Amstelveen gehört,   geboren. Ihr Vater war Pilot, ihre Mutter Hausfrau, die später eine Ausbildung zur Innenarchitektin machte. Leinders-Zufall hat zwei jüngere Brüder, Bob Leinders und Robert Leinders-Krog. Leinders-Zufall ist mit Frank Zufall, einem Forscherkollegen und Professor, verheiratet.
Leinders-Zufall erhielt ihre erste Ausbildung in Biologie an der Universität Utrecht in den Niederlanden, wo sie den Titel eines doctorandus erwarb’. Anschließend begann sie ihre wissenschaftliche Karriere an derselben Universität mit einem von der NWO (Nederlandse Organisatie voor Wetenschappelijk Onderzoek) finanzierten Forschungsprojekt über Kalzium-aktivierte Kaliumkanäle, die es ihr ermöglichte, ihren Doktortitel zu erhalten. Die Kapitel ihrer Dissertation wurden in vier Teilen peer-reviewed  veröffentlicht. Danach arbeitete sie zunächst als Postdoktorandin und später als Associate Research Scientist an der Yale University von 1992 bis 1997 in der Fachrichtung für Neurologie (Jeffrey D. Kocsis and Stephen G. Waxman) und der Fachrichtung Neurobiologie (Gordon M. Shepherd). Leinders-Zufall erhielt 1997 einen Ruf als Assistenzprofessorin an die University of Maryland School of Medicine, Baltimore (MD), USA, und wurde 2002 zum Associate Professor ernannt. 2008 erhielt sie eine Lichtenberg-Professur der Volkswagenstiftung und nahm einen Ruf auf eine W3-Universitätsprofessur am Institut für Physiologie der Universität des Saarlandes, Campus Homburg, an.